# Westerlo
Westerlo este o comună din regiunea Flandra din Belgia. Comuna este formată din localitățile Westerlo, Oevel, Tongerlo și Zoerle-Parwijs. Suprafața totală este de 55,13 km². La 1 ianuarie 2008 comuna avea 23.433 locuitori. 
Westerlo se învecinează cu comunele Geel, Heist-op-den-Berg, Herentals, Herselt, Hulshout și Olen.

## Localități înfrățite
- Statele Unite ale Americii: Westerlo, New York;
- Țările de Jos: Oirschot;
- Germania: Ottersweier.